# Ernst Erdmann

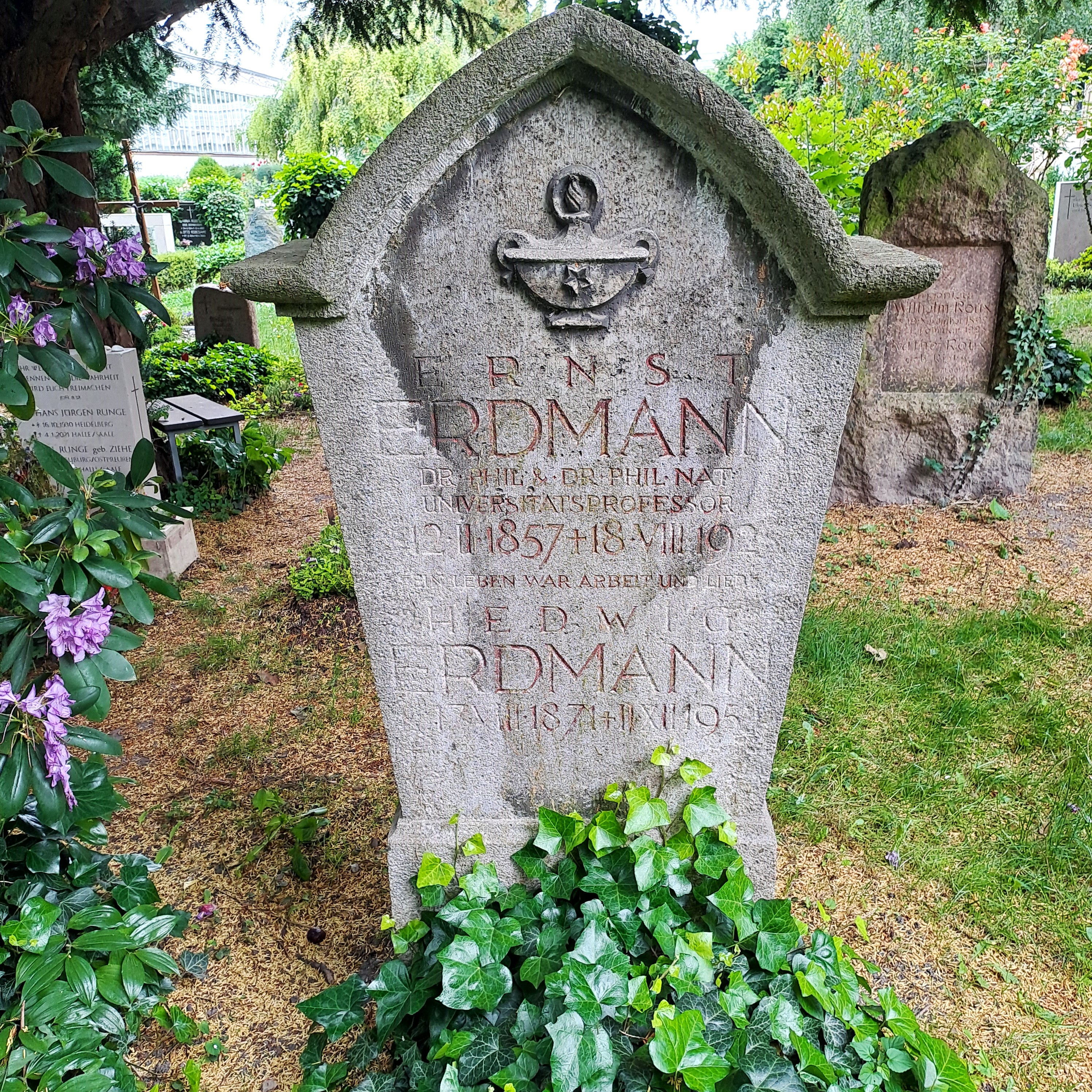
Das Grab von Ernst Erdmann auf dem evangelischen Laurentiusfriedhof in Halle

Ernst Immanuel Erdmann (* 12. Februar 1857 in Altfelde; † 17. August 1925 in Schweden) war ein deutscher Chemiker.

## Leben
Erdmann war Sohn eines Pfarrers (Superintendent), der ihn bis zum 16. Lebensjahr unterrichtete, und studierte nach dem Abitur in Tilsit ab 1876 an der Universität Berlin, der Universität Heidelberg (bei Robert Bunsen) und der Universität Straßburg Chemie. 1879/80 leistete er seinen einjährigen Militärdienst. 1881 wurde er in Straßburg  promoviert (Dissertation über die Umsetzung von Zimtsäure mit Schwefelsäure), war dort Assistent und ging 1883 zur Agfa nach Berlin, wo er sich mit Farbstoffen befasste. 1888 entdeckt er dort die Verwendbarkeit von p-Phenylendiamin als Haarfärbemittel (was später von anderen vielfach angewandt wurde, zum Beispiel 1907 von Eugène Schueller in Paris, dem Gründer von L’Oréal). 1889 gründete er mit seinem Bruder Hugo Erdmann in Halle ein eigenes chemisches Labor, das 1900 als Universitätslabor der Universität eingegliedert wird. 1901 wurde er Privatdozent für technische Chemie in Halle und nach nochmaliger Promotion in Halle (1902) und Habilitation (1902) wurde er dort Leiter des Instituts für Technische Chemie, 1908 Professor und 1913 ordentlicher Honorarprofessor für Angewandte Chemie. 1905 wurde er Mitglied der Leopoldina. 1922 wurde er emeritiert. Er starb auf einer Reise in Schweden.
Er befasste sich mit Gasverflüssigung bei niedrigen Temperaturen (1901 Anlage zur Luftverflüssigung), entwickelte ein Verfahren zur Leuchtgas-Reinigung von Kohlenmonoxid und befasste sich mit Leinöl und katalytischer Fetthärtung.
Er befasste sich in Halle mit der Chemie und Entstehungsgeschichte lokaler Lagerstätten, wie der von Braunkohle und Kalisalzen und lieferte mit dem Nachweis von Jod in mitteldeutschen Salzlagerstätten einen Beleg für deren marinen Ursprung. 1917 wurde er Gründer und Geschäftsführer des Halleschen Verbandes für die Erforschung mitteldeutscher Bodenschätze und ihrer Verwertung. Er untersuchte auch viele ätherische Öle mit seinem Bruder Hugo und er untersuchte Destillationsprodukte der Braunkohle und Holz.
Seine Mutter Rosa Angelica war eine Schwester des Chemikers Felix Hoppe-Seyler, bei dem Erdmann auch in Straßburg studierte.

## Schriften
- Die Chemie und Industrie der Kalisalze, Festschrift zum 10. Allgemeinen Bergmannstage in Eisenach, Berlin, Verlag der Königlichen Geologischen Landesanstalt, 1907
- mit Moritz Dolch: Chemie der Braunkohle 1907, 2. Auflage, Halle: Knapp 1927
- Der genetische Zusammenhang zwischen Braunkohle und Steinkohle 1924
- Über das Vorkommen von Jod in Salzmineralien, Angewandte Chemie, Band 23, 1910, S. 342–347